# Marcus Bakker
Marcus Bakker (Zaandam, 20 de junho de 1923 — Zaandam, 24 de dezembro de 2009) foi um político holandês afiliado com a agora dissolvido Partido Comunista dos Países Baixos, que já foi incorporado pela EsquerdaVerde.